# Soana Lucet
Pour les articles homonymes, voir Lucet.
Soana Lucet, née le 10 mars 1987 à Nouméa (Nouvelle-Calédonie), est une joueuse française de basket-ball.

## Biographie
Néo-Calédonienne avec un père wallisien, elle rejoint les États-Unis en NJCAA au College of Southern Idaho pour deux saisons avant d'intégrer la Division I NCAA à l'université d'Arizona. Dans l'Idaho, elle a des moyennes de 21,1 points à 48 % et 8,2 rebonds avec un bilan de 59 victoires pour 8 défaites. Elle conduit les Golden Eagles à une sixième place au tournoi 2008 NJCAA Tournament. Elle établit un record de rebonds et une seconde meilleure performance en points sur une saison à Southern Idaho. Avec les Wildcats de l'Arizona, elle débute les 31 rencontres dès sa première saison avec 12,9 points à 45,6 % et 6,7 rebonds avec 28 points à 10 sur 14 contre Oregon. Pour sa seconde saison, elle score aussi 12,9 points à 49,5 %,. Elle joue à l'intérieur avec les Wildcats qui sont dépourvus de joueuses majeures dans ce secteur, alors qu'elle se décrit plutôt comme une ailière adepte du tir à mi-distance.
Elle rejoint la France et la Ligue féminine de basket (LFB) en 2011 à Arras. En manque de temps de jeu  pour seulement 2,3 points et 1,4 rebond, elle quitte le club début 2012 pour rejoindre Braine, alors lanterne rouge du championnat belge, où elle se révèle avec 17,3 points, 11,3 rebonds, 1,9 interception et 1,3 passe décisive . Elle et Isis Arrondo réussissent à accrocher le maintien pour ce club où elle prolonge d'une année son séjour. 
En mai 2013, elle signe pour Angers, promu en LFB, mais son rendement jugé insuffisant (3,4 points à 33,3% à 2 points et 3,5 rebonds) l'amène à quitter une nouvelle fois la LFB en cours de saison pour signer en décembre avec le club allemand de Fribourg. Elle s'impose au poste d'ailière forte avec 14,6 points (deuxième meilleur marqueuse de son équipe) et 9,3 rebonds de moyenne en 11 rencontres, mais des blessures handicapent son équipe qui manque de peu la huitième place et dernière place qualificative pour les play-offs.
Elle reste 18 mois à Fribourg puis rejoint le club de Wasserburg avec lequel elle remporte le championnat et la coupe d'Allemagne en 2016 et 2017. Elle revient en France pour une belle saison en Ligue 2 avec Angers (13 points, 8 rebonds 29 minutes de jeu) qui manque de peu l'accession en LFB, mais elle est engagée à ce niveau par Emmanuel Body à Roche Vendée où elle signe sa première saison en LFB avec des moyennes de points à deux chiffres.
En mai 2021, elle est membre de l'équipe de France à trois qui se qualifie pour le tournoi olympique de Tokyo.
En août 2024, Soana Lucet s'engage pour une saison avec LDLC ASVEL.

## Palmarès
- 2011: Demi-finaliste de la Pac-10
- 2006: Championnat d'Océanie des moins de 20 ans avec la Nouvelle-Calédonie
- Championne d'Allemagne en 2016 et 2017[2]
- Vainqueur de la Coupe d'Allemagne en 2016 et 2017[2]
- Médaille de bronze Coupe d'Europe 3×3 du 10 et 12 septembre 2021[14].